# Bonduelle
Bonduelle — французький виробник овочевих консервів.

## Історія
Заснована Луї Бондюель-Далем (1802—1880) і Луї Лесафр-Русселем (1802—1869) як ялівцево-зерновий спиртовий завод в Маркетт-ле-Ліллі.
Перша продукція, випущена в 1853 — лікери Korn і Jenever.
У 1862 фірма придбала фермерське господарство в Ренескюрі, яке незабаром було перетворено в ще один спиртовий завод.
У 1901 майно фірми було розділено між трьома родинами: Бондюель, Лесафр і Леметр, сім'я Бондюель отримала спиртозавод в Ренескюрі та завод з виробництва олії в Марку.
Нащадки Бондюель-Даля — П'єр і Бенуа Бондюелі — в 1926 освоїли виробництво овочевих консервів; в перші роки вирощували на власних полях зелений горошок і фасували в консервні банки вручну, обсяги виробництва перших років — близько 120 000 банок на рік. Починаючи з 1936 скуповували ферми в околицях Ренескюра, довівши посівні площі до 230 гектарів.
У роки Другої світової війни виробництво було зупинено на чотири роки.
У 1957 фірма вивела на ринок консервовану суміш горошку з морквою.
У 1968 освоєно виробництво швидкозаморожених овочів.
Із кінця 1960-х компанія почала покращувати свій експорт, а в 1968 році почала заморожувати овочі. Були відкриті закордонні представництва: у Німеччині в 1969 році, в Італії в 1972 році і в Англії в 1973 році. До 1973 року експорт становив половину обороту компанії.
У середині 1970-х поглинула кілька компаній з департаменту Уаза і з Бельгії, в 1980 придбаний великий бельгійський виробник консервованих овочів «Марі-Тюма»; освоєно виробництво кукурудзи та печериць.
До 1983 сумарна виробнича потужність досягла рівня 350 000 тонн консервованої продукції й 90 000 тонн заморожених овочів.
У 1989 році купила Cassegrain.
Компанія продовжувала розвиватися на міжнародному рівні, додавши дочірні компанії в Бразилії в 1994 році і в Аргентині в 1996 році.
У 1997 році компанія увійшла в бізнес «свіжої обробки», придбавши Salade Minute.
У 2004 році Bonduelle Group створила Фонд Луї Бондюеля, який має на меті сприяти суспільній корисності овочів, передаючи переваги овочів суспільному благу.
У 2007 році компанія Bonduelle завершила придбання канадської фірми Aliments Carrière (бренд Arctic Gardens), лідера з виробництва овочів і заморожених продуктів, що дало їй доступ до 39 500 гектарів сільськогосподарських угідь.
У 2010 році Bonduelle купила France Champignon, провідну європейську компанію з виробництва грибів.
У 2011 році Bonduelle відкрив завод Сан-Паоло-д'Аргон в Італії, найбільший завод із виробництва упакованих зелених салатів. Bonduelle придбав активи Kelet Food в Угорщині та Cecab Group в Росії. У Сполучених Штатах Bonduelle купила 3 заводи заморожених продуктів і пакувальний майданчик в Allens Group.
Чисельність персоналу на 2014 — понад 9 500, сумарні посівні площі — 100 000 га, які обробляють 3 440 фермерів-контрактників. Виторг у 2017 склала близько €2,3 млрд.
У 2017 році Bonduelle придбала Ready Pac Foods, американського виробника харчових продуктів зі свіжих продуктів.
У квітні 2018 року компанія оголосила Гійома Дебросса новим генеральним директором.

## Скандали
2022 року, після повномасштабного вторгнення РФ до України, компанія продовжила працювати на території країни-спонсора тероризму, відмовившись виходити з російського ринку.
В грудні 2022 року керівник російського офісу компанії Катерина Єлісеєва надіслала 10 тисяч подарункових комплектів із консервованою кукурудзою та горошком російським солдатам, які беруть участь у російському вторгненні в Україну. У кожен набір також поклали листівку «Повертайтесь із перемогою». Представники компанії заявили, що підтримка «захисників Росії» є «невід'ємною частиною соціальної відповідальності бізнесу». НАЗК закликали запровадити санкції проти компанії.  Незважаючи на згортання деяких операцій, на початку 2023 року «Бондюель» зареєструвала в Роспатенті торговельну марку кирилицею, що свідчить про намір зберегти і потенційно розширити свій ринок у Росії.

## Бренди
- Bonduelle (Франція, Італія, Німеччина, Бразилія)
- Cassegrain (Франція)
- Globus (ex-CEI)
- Arctic Gardens (Канада)
- Ready Pac Foods (США)

## Книгопис
- Mazzola, F. (2007). Étude stratégique de Bonduelle [Архівовано 18 липня 2017 у Wayback Machine.]. Publications Études & Analyses.